# Banca centrale del Turkmenistan
La Banca centrale del Turkmenistan è la banca nazionale del Turkmenistan. La sede si trova in un caratteristico grattacielo nel centro di Aşgabat, in viale Bitarap.

## Storia
Istituita nel 1991, la banca regola il sistema bancario turkmeno e indirizza la politica finanziaria nazionale.
Il 10 dicembre 2002, ad Ashgabat è stato inaugurato un nuovo edificio della banca centrale, costruito da Bouygues Turkmen.
Nel 2013, la Banca Centrale del Turkmenistan ha emesso una nuova serie di monete commemorative in onore della Giornata del Cavallo Turkmeno. Queste monete in oro e argento, denominate "Cavallo Akhal-Teke Turkmeno", hanno un valore di 18 dollari US. Gli antichi cavalli Akhal-Teke, soprannominati "cavalli del cielo", fanno parte del patrimonio nazionale del Turkmenistan e sono considerati un centro internazionale per la cura equestre.